# صالون غربي
السالوون أو صالون (بالإنجليزية: Saloon)‏ هو نوع من المقاهي كان منتشراً في الغرب الأمريكي في القرن التاسع عشر.

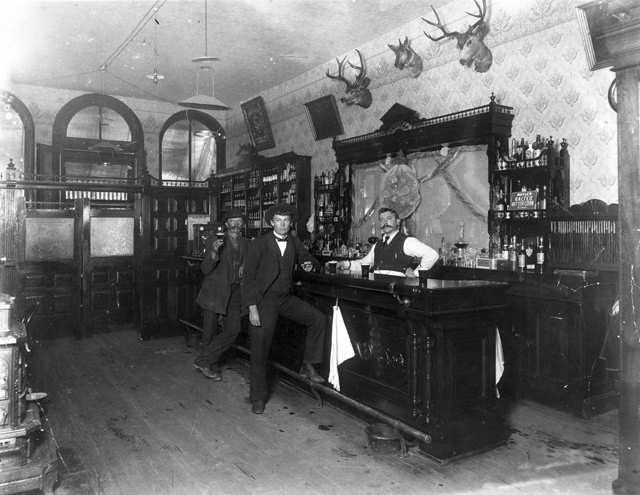
صورة لصالون في بلاك هوك في كولورادو سنة 1897

و يمثل رمزا من رموز تلك الحقبة التاريخية المرتبطة في الأذهان بالصراعات في الغرب الأمريكي والتي زاد من تثبيتها الصورة المتكررة لتلك المقاهي التي توردها أفلام الوسترن، إذ طالما صورت تلك الأفلام الصالون مسرحا لمعارك العائلات والعصابات في تلك الفترة داخله وخارجه.
تتميز مداخل الصالونات بباب خشبي يفتح على جانبين.